# Право (1894 – 1903)
Вижте пояснителната страница за други значения на Право.
„Право“ с подзаглавие Орган на политическите и духовните интереси на българското население в Турция е български вестник, излизал в София от 1894 до 1903 година в София под редакцията на Никола Наумов. Отговорен редактор е Васил П. Маков.
| Годишнина | Броеве          | Дата                               |
| --------- | --------------- | ---------------------------------- |
| I         | 1 – 50          | 12 ноември 1894 – 24 декември 1895 |
| II        | 1 – 7           | 18 февруари 1896 – 10 май 1896     |
| II [III]  | 1 (9) – 42 (50) | 15 септември 1901 – 1903           |
| II [IV]   | 43              | 13 март 1903                       |

Брой 42 (50) не е открит. От II годишнина подзаглавието е Орган на политическите и икономическите интереси на българското население в Турция, а от третата годишнина – Орган на македоно-одринските интереси. От брой 11 отговорен редактор е Стефан Димитров, а от 30 – отново Васил П. Маков. От 43 брой редактор-стопанин е Наумов, а от 47 редактор. От 7 брой на II годишнина отговорен редактор е Христо Дойчинов. От III годишнина редактор отново е Наумов, а от 14 (22) до 25 (33) на същата годишнина редактор е и Тома Карайовов. Излиза всеки петък. Печата се в печатница „Напредък“, както и в „П. Даскалов“, „Просвещение“, „Б. Зилбер“, Централна печатница на П. Калъчев, „Иван К. Цуцев“, „Т. Пеев“ и Придворна печатница.
Към I годишнина излизат 15 притурки, към II – 2, на 4 и 9 юни, които редакцията смята за брой II, 8, към III годишнина – 3.
В 1896 година вестникът спира и е възобновен в 1901 година.
Вестникът е неофициален орган на ВМОК - против Борис Сарафов и за помирение с Иван Цончев, а по-късно на ВМОРО и е против „революционно надъхани хора с техния вестник „Реформи“. Изразява идеите на Задграничното представителство на ВМОРО, а според Пейо Яворов и лично на Гоце Делчев, който дава указания на Никола Наумов (отговорен редактор от брой 13) за статиите във вестника.
Във вестника публикува етнографски материали без подпис Ефрем Каранов.
- „Позивъ къмъ членоветѣ на Македоно-Одринската организация въ България“ на комитета Станишев-Карайовов, 13 август 1902 г., прибавка към брой № 26 на „Право“